# Kirunagruvan
Kirunagruvan är en järngruva i berget Kiirunavaara i Kiruna kommun. Luossavaara-Kiirunavaara Aktiebolag (LKAB) har brutit järnmalm där sedan början av 1900-talet och gruvan är världens största och modernaste underjordsgruva för järnmalm.

## Historia, geografi och geologi

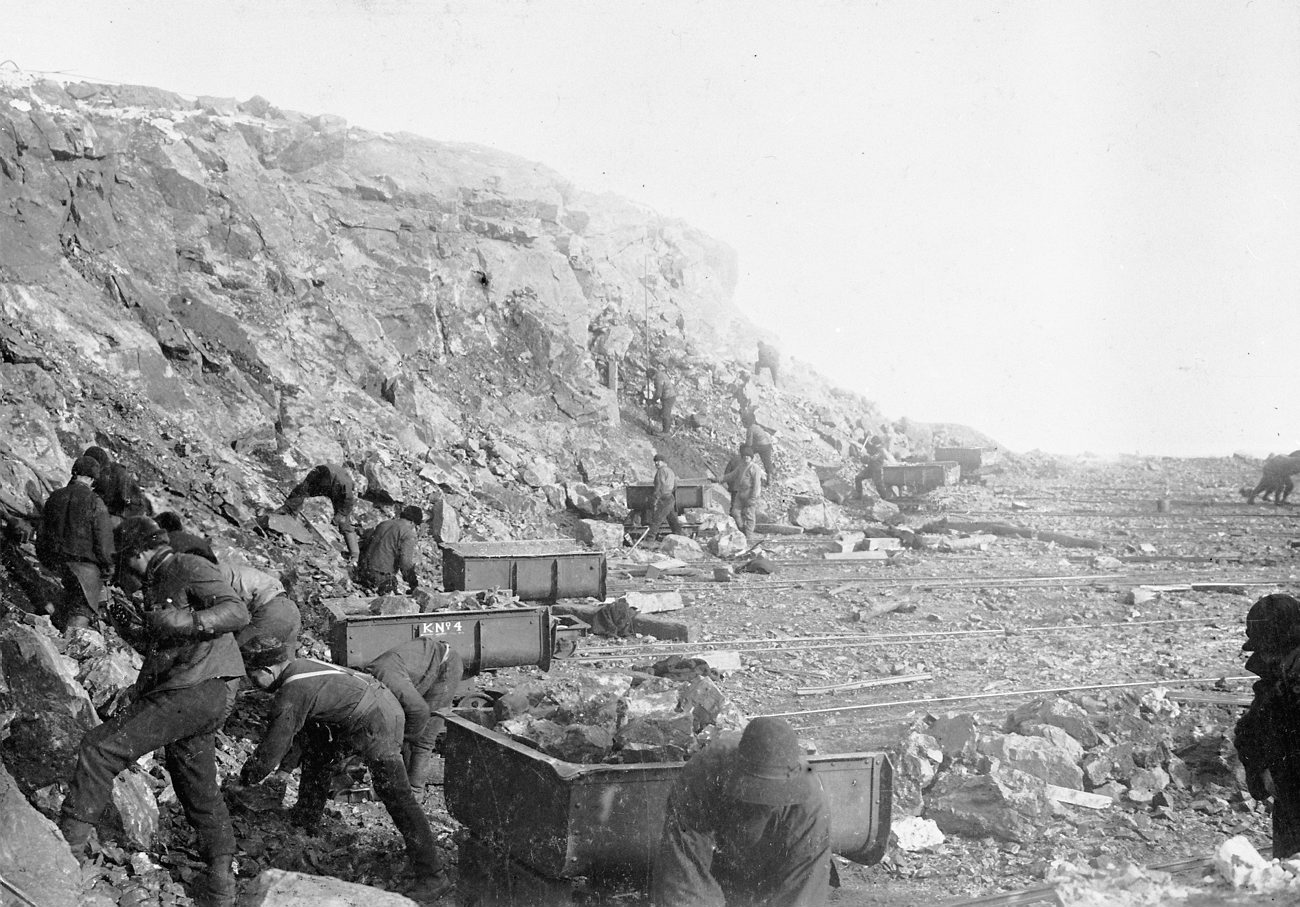
Malmbrytning i Kiruna omkring år 1900.
Fotograf: Oscar Halldin.

1642 hittades magnetit i Masugnsbyn. Malmen i Svappavaara hittades i slutet på 1640-talet eller början på 1650-talet. Det första kända malmprovet från Malmberget dateras till 1660-talet och 1696 nämns namnen Kiirunavaara och Luossavaara för första gången. Kiirunavaara är beläget väster om Kiruna och syns tydligt nästan var man än befinner sig i staden.
Sedan slutet av 1600-talet har de enorma fyndigheterna kring sjön Luossajärvi varit kända för andra än områdets samiska befolkning, som vetat om dem sedan länge. Det dröjde dock till 1736 innan en ordentlig undersökning av bergen genomfördes. Eftersom malmkroppen sträcker sig tvärs genom berget och brytningen började i dagen är en stor del av det ursprungliga berget bortforslat. De platåer som man ser längs sidorna på berget är gråberg som tippades utmed sidorna på berget medan malmen åkte rutschkana ned till bergets fot.
På 1950-talet när gropen blev för stor och kanterna för branta övergick man successivt till underjordsbrytning. År 1962 övergav man helt dagbrottsbrytningen. Man hade då orter i bergets liggsida och lät dagbrottet fyllas igen av de gamla gråbergshögarna. Malmen släpptes nu ned genom schakt i berget och kördes ut med tåg för vidare järnvägstransport till Narvik och Luleå på Malmbanan.
Så länge som malm bröts nära dagbrottet läckte kall luft ned från dagbrottet in i gruvan där luften var fuktig. Detta gjorde att det på vintern, då det kunde vara minus 35 grader Celsius utomhus, var mycket kallt att arbeta i gruvan. Kiirunavaara var länge Sveriges största dagbrott men sedan man övergått till underjordsbrytning har Aitikgruvan tagit över titeln.[källa behövs]
År 2004 upptäcktes att de sprickor som bildats vid sprängningarna började närma sig staden och då bestämdes det att staden skulle flyttas.
I maj 2006 omkom en 27-årig gruvarbetare som höll på med laddningsarbete på nivå 907. Mannen stod i en lyftkorg när ett mindre ras träffade över lyftbommen, varvid lyftkorgen pressades ner och sedan katapultlikt tryckts upp i bergtaket. Mannen avled av svåra skallskador.
Den 2 februari 2008 vid åttatiden på kvällen inträffade ett större ras i gruvan på nivå 907, varvid en 21-årig man omkom. Raset kom över lastbilshytten som trycktes in. Totalt arbetade 77 personer i gruvan när det rasade.

### Malmkroppen
I Kirunaområdet finns ett flertal kroppar av apatitjärnmalm, vilka sammanlagt upptar en yta på över 700 000 kvadratmeter och omfattar mer än två miljarder ton järnmalm; Kiirunavaaramalmen är den största, vilket samtidigt gör den till en av världens största sammanhängande malmkroppar.
Malmkroppen bildades för mer än 1,9 miljarder år sedan. Den är en enda jättelik sammanhängande magnetitskiva formad som en lagergång. Den utgjorde Kiirunavaaras högsta, numera bortsprängda topp, Statsrådet, vilken nådde 743 meter över havet. Den är fyra kilometer lång, i genomsnitt 80 meter bred och med en lutning på ca 60 grader. Malmen består av en fosforrik, tät, hård, högprocentig svartmalm. Malmen beräknades sträcka sig åtminstone två kilometer ner i marken. Hösten 2018 uppdagades att malmen inte fortsatte som man tidigare beräknat under nuvarande huvudnivå 1365. Detta ledde till att man påbörjade ett omfattande prospekteringsarbete.
Kiirunavaaramalmen ligger i ett område som inom geologin kallas för det svekokarelska orogena komplexet. Bergarterna i denna region består av suprakrustalbergarter, primorogena, senorogena och postorogena intrusiv. Här hittar man de så kallade kirunaporfyrerna.

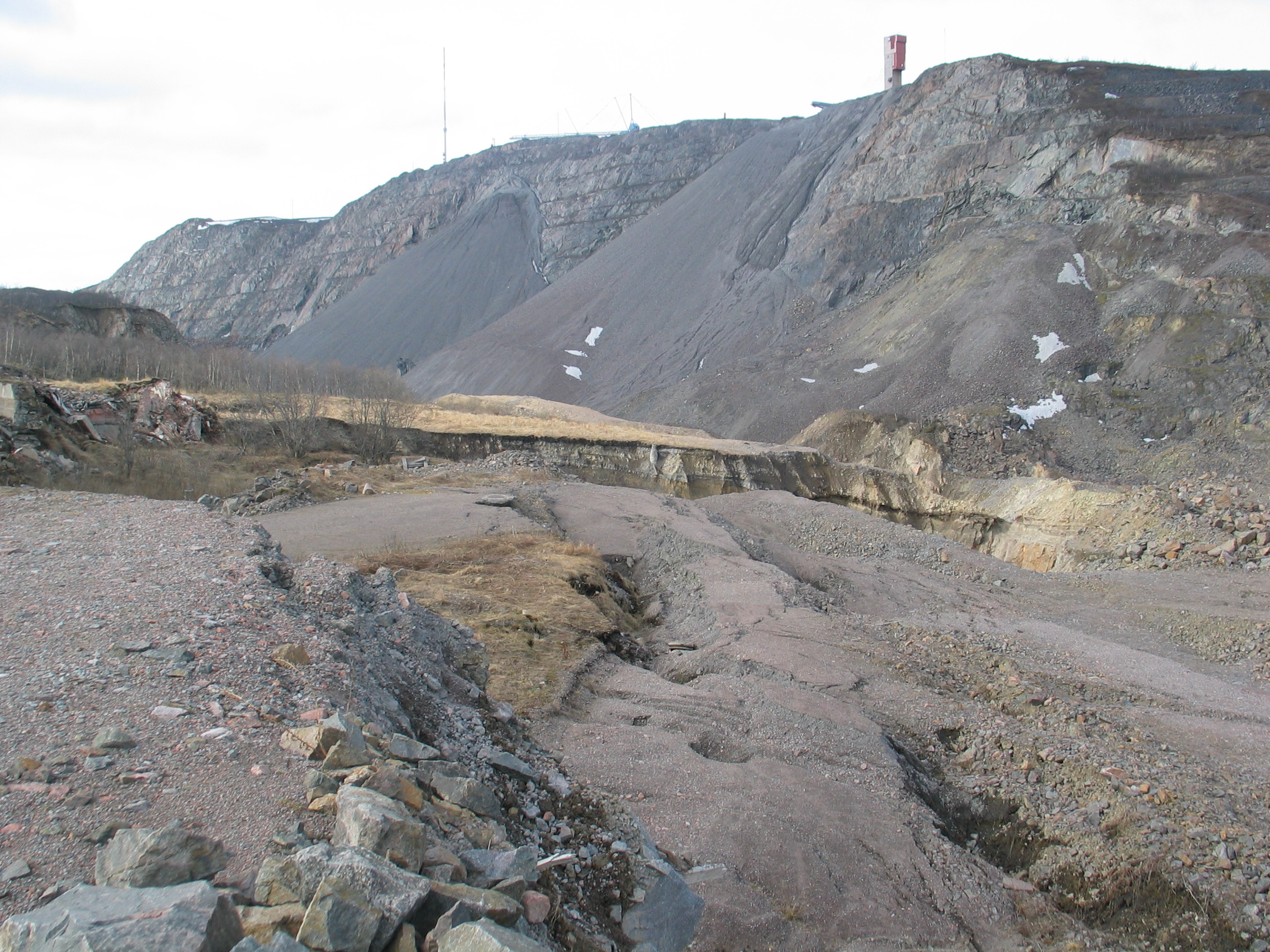
Kiirunavaara med en skymt av dagbrottet.

### Gruvans huvudnivåer

#### 320 meter
Så småningom gjorde man en huvudnivå i gråberget på 320 meters djup från bergets ursprungliga topp där man hade matsal, verkstäder och transportsystemet med ett underjordiskt tåg som fraktade malmen från de olika schakten i gruvan till skipen som var den hiss som lyfte upp malmen upp till sovringsverket KS (kungliga sovringsverket) [källa behövs] På denna nivå låg den gamla besöksgruvan som tusentals turister och alla Kirunas skolbarn fått besöka.

#### 540 meter
På 1960-talet var det dags att inviga nästa huvudnivå; nya tåg, matsalar och verkstäder byggdes för arbetare och maskiner. En del av de lokaler som blev tomma när man flyttade ner till nästa nivå används idag till odling av shiitakesvamp. Den nuvarande besöksgruvan är också belägen på 540 meters nivå dit Kiruna turistbyrå ordnar guidade turer för allmänheten. LKAB:s visningsgruva InfoMine har fått högsta betyg i den internationella guideboken Lonely Planet.[källa behövs]

#### 775 meter
År 1979 invigdes huvudnivån på 775 meters djup under bergets ursprungliga topp. Man hade nu lagt den nya huvudnivån långt ner under den aktuella brytningsnivån och satsade stort på bland annat förarlösa tåg som lastades och kördes till skipen från kontrollrum där arbetarna nu satt sida vid sida med joystick och bildskärm.
Fortfarande skulle ju malmen brytas loss ur berget vilket skedde med skivrasbrytning och så småningom även pallarsbrytning. Med skivrasbrytningen bröts orter genom malmkroppen: Man gick längst in i orten och laddade med sprängämnen som verkade mera långsamt än dynamit och spräckte sönder berget snarare än sprängde sönder det. Vid midnatt sköt man varje natt ner ny malm som dagen därpå kunde forslas ut med truckar som körde fram och tillbaka i orten tills det inte längre var malm som rasade ner. En van lastare kände på vikten i skopan om det var malm eller gråberg han hade i skopan men man gjorde hela tiden noggranna kontroller av malmkvalitén och olika kvalitéer tippades i olika schakt.

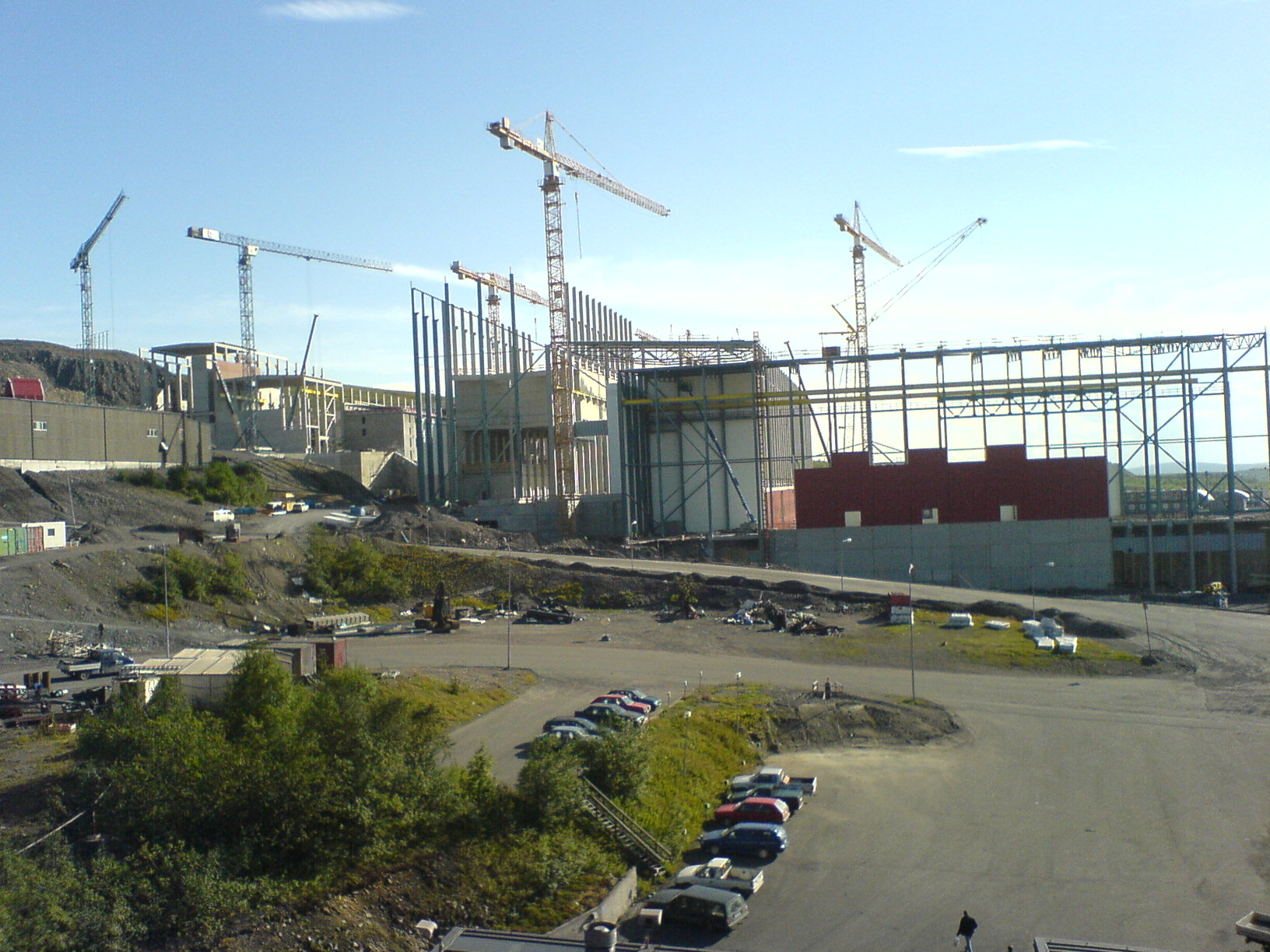
Det nya pelletsverket KK4 under konstruktion.

#### 1045 meter
Eftersom malmen sträcker sig minst 2 000 meter ner i berget vet man att den inte kommer att ta slut inom kort, men det är hela tiden en utmaning att ta upp den ur berget med lönsamhet. År 1995 stod den nya huvudnivån på 1 045 meters djup klar och samtidigt hade man också investerat i ett nytt pelletsverk.
LKAB räknade med att den nya huvudnivån skulle göra gruvan lönsam i minst 25 år framåt. Många kirunabor började kalkylera om det var tillbörligt att köpa hus som eventuellt skulle bli om inte värdelösa så i alla fall omöjliga att sälja 2020.

#### 1365 meter
Den nya huvudnivån på 1 365 meters djup blev fullt utbyggd 2017, och beräknades trygga malmbrytningen för ytterligare tjugo år framåt. Gruvan har ca 80-90 mil väg och sträcker sig 4 kilometer från norr till söder.
Djupaste delen av gruvan är nu på 1600 meters nivå.

## Referenser

Tecknad genomskärning